# Eugène Pressat
Eugène Pressat est un homme politique français né le 23 avril 1821 à Bussière-Poitevine (Haute-Vienne) et décédé le 5 janvier 1901 à Saint-Barbant (Haute-Vienne).

## Biographie
Opposant à la Monarchie de Juillet et au Prince-Président, il est exilé après le coup d’État du 2 décembre 1851. Sous-préfet de Saint-Yrieix après le 4 septembre 1870, il est révoqué après le 24 mai 1873. Il retrouve un poste de sous-préfet à Bellac, en décembre 1877 et à Issoudun en janvier 1881. Il est député de la Haute-Vienne de 1885 à 1889, siégeant au groupe de la Gauche radicale.

## Sources
- « Eugène Pressat », dans Adolphe Robert et Gaston Cougny, Dictionnaire des parlementaires français, Edgar Bourloton, 1889-1891 [détail de l’édition]
- « Eugène Pressat », dans le Dictionnaire des parlementaires français (1889-1940), sous la direction de Jean Jolly, PUF, 1960 [détail de l’édition]